# Pierre Paul Demaray
Pierre Paul Demaray, né le 8 octobre 1798 à Trois-Rivières (Québec) et mort le 17 septembre 1854 à Saint-Jean-sur-Richelieu, est un patriote et homme politique franco-canadien. 

## Biographie
Notaire (1824) puis maître des postes à Saint-Jean-de-Richelieu (1825), il est accusé d’avoir participé en 1837 à l’assemblée de Saint-Charles et est arrêté avec Joseph-François Davignon. Le convoi qui les transportent à la prison est alors attaqué par Bonaventure Viger et Joseph Vincent qui les délivrent. 
Demaray parvient à s’exiler aux États-Unis et exerce alors comme notaire à Keeseville (New York). 
De retour au Québec après l’amnistie, il se réinstalle à Saint-Jean-de-Richelieu où il finit sa vie.   
Jules Verne le fait délivrer par Viger et son personnage de Jean-Sans-Nom dans son roman Famille-Sans-Nom (partie 2, chapitre I).
Un parc ainsi qu'une rue de Québec ont été nommés en son honneur. 